# إليونور كوش
إليونور كوش (بالألمانية: Eleonore Koch؛ بالبرتغالية: Eleonore Koch) هي نحّاتة ورسامة برازيلية وألمانية، ولدت في 2 أبريل 1926 في برلين في ألمانيا، وتوفيت في 1 أغسطس 2018 في ساو باولو في البرازيل.